# Bahnhof Bischofshofen

Der Bahnhof Bischofshofen liegt im österreichischen Bundesland Salzburg im Pongau. Er ist der Bahnhof der Stadtgemeinde Bischofshofen und ist der Knotenpunkt der Salzburg-Tiroler-Bahn und der Ennstalbahn, also der Verbindungen zwischen Salzburg, Innsbruck und Graz, mit Anbindung Klagenfurt (Tauernbahn), und damit der innerösterreichischen Ost-West-Verbindung mit den Alpentransversalen nach Nordwestitalien und Südosteuropa.
Seit dem Umbau zur Jahrtausendwende handelt es sich um einen Durchgangsbahnhof, zuvor um einen Inselbahnhof.

## Geschichte

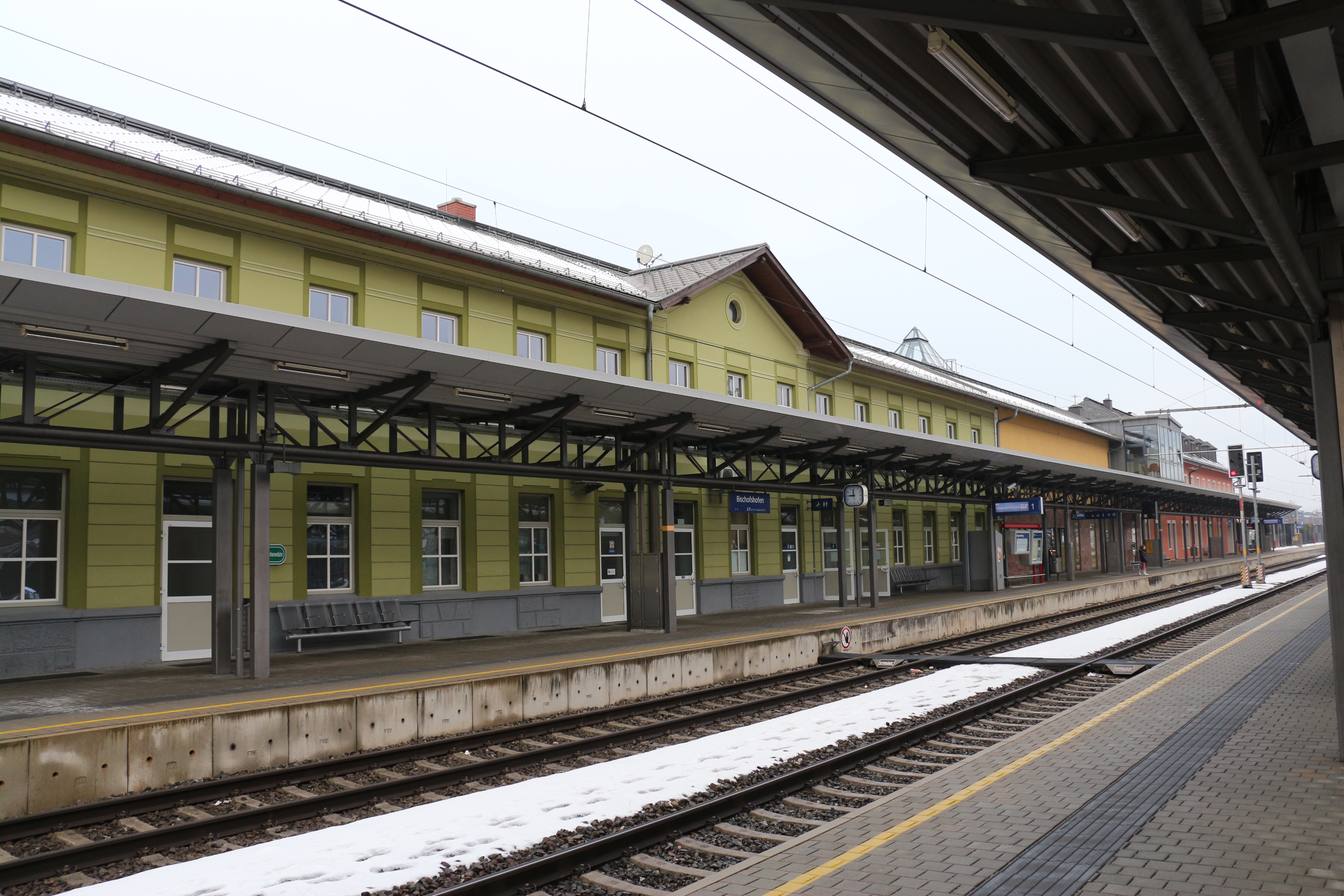
Aufnahmegebäude von der Gleisseite

Das zuvor kleinbürgerlich-bäuerliche Bischofshofen wurde 1870 als Bahnknotenpunkt erschlossen. Der wirtschaftliche Aufschwung erfolgte 1875 durch die Anbindung an die Giselabahn in Richtung Salzburg und Wörgl sowie durch die Anbindung an die Kronprinz-Rudolf-Bahn in Richtung Radstadt und innerorts 1876 durch den Ausbau der drei Meter breiten Zufahrtsstraße, die zunächst als Bahnhof-Interessenten-Straße und 1929 erstmals als Bahnhofstraße benannt wurde. Die Kosten wurden von der Bahngesellschaft, den Gemeinden Bischofshofen, St. Johann im Pongau, Mühlbach am Hochkönig, Sankt Veit im Pongau und der Gewerkschaft Mitterberg gemeinsam getragen. Neben dem Böcklinger Hof (später Karolinenhof) wurden das Hotel Bahnhof und der Gasthof Neue Post errichtet. Der Ort dehnte sich seit der Bahnanbindung zunehmend nach Norden und Süden aus. Nachdem die ursprüngliche Hauptstraße im Ort, die heutige Alte Bundesstraße, zu eng wurde, wurde die Bahnhofstraße 1930 mit einer durchschnittlichen Breite von sieben Metern zur Hauptstraße weiter ausgebaut. 1934 wurde die Bahnhofstraße in Erinnerung an den Juliputsch in Kanzler-Dollfuß-Straße, nach der Machtergreifung der Nationalsozialisten in Straße der SA umbenannt.
1945, Ende des Zweiten Weltkriegs, wurde auch das Bahnhofsgebäude komplett zerstört und musste neu aufgebaut werden. Ebenfalls wurde die Straße wieder in Bahnhofstraße umbenannt. Unter anderem waren für die Firma Kessel Loos die günstigen Transportwege bei der Standortwahl entscheidend. Von 2000 bis 2003 wurde der Bahnhof umgebaut.
Am nördlichen Bahnhofskopf bestand eine Zugförderungsleitung mit Heizhaus.

## Verkehrsanbindung
Bahnverkehr
Alle Züge, mit Ausnahme von Nightjets, die in Bischofshofen halten, sind in den Salzburger Verkehrsverbund (SVV) eingebunden.

### Kurse

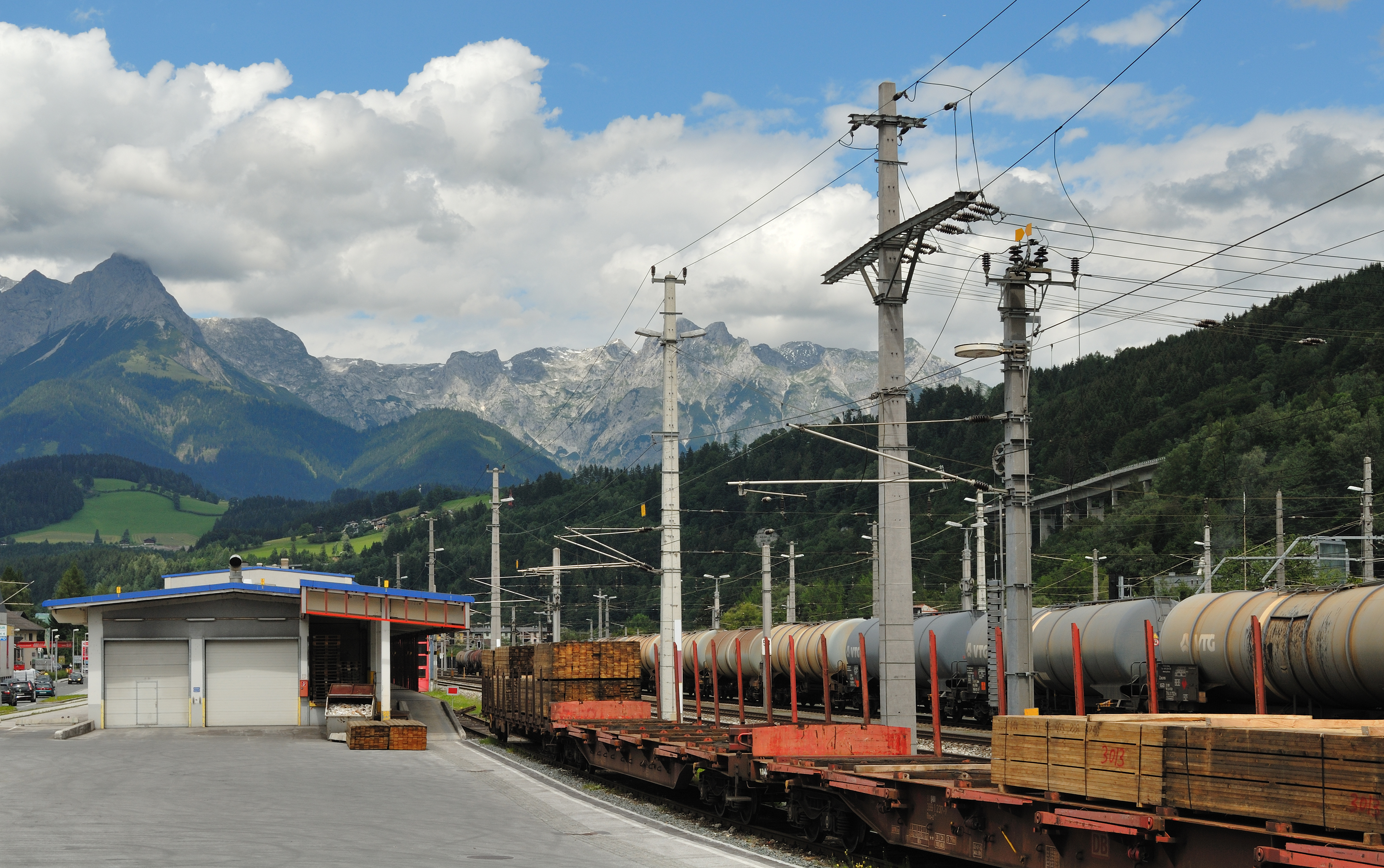
Blick auf das Südende des Bahnhofs (2009)

| Zug                                            | Strecke | Takt                  | Anmerkungen |
| ---------------------------------------------- | --- | --------------------- | --- |
| Railjet InterCity                              | (München Hbf. - München Ost - Rosenheim - Prien am Chiemsee - Traunstein - Freilassing -) Salzburg Hbf. - Golling-Abtenau - Bischofshofen - St.Johann im Pongau - Schwarzach-St.Veit - Dorfgastein - Bad Hofgastein - Bad Gastein - Mallnitz-Obervellach - Spittal-Millstätter See - Villach Hbf. - Velden/Wörthersee - Pörtschach - Krumpendorf - Klagenfurt Hbf. | zwei Zugpaare         | ein Railjet aus München und ein Intercity aus Salzburg ergeben mit Railjets und Eurocity einen Zwei-Stunden-Takt auf der Tauernbahn |
| Railjet                                        | (Flughafen Wien - Wien Hbf. - Wien Meidling - Tullnerfeld - St.Pölten Hbf. - Amstetten - St.Valentin -) Linz Hbf. - Wels Hbf. - Attnang-Puchheim - Vöcklabruck - Neumarkt-Köstendorf - Salzburg Hbf. - Golling-Abtenau - Bischofshofen - St.Johann im Pongau - Schwarzach-St.Veit - Dorfgastein - Bad Hofgastein - Bad Gastein - Mallnitz-Obervellach - Spittal-Millstätter See - Villach Hbf. - Velden/Wörthersee - Pörtschach (- Krumpendorf) - Klagenfurt Hbf. | drei Züge täglich     | zwei Railjets ab Wien und ein Railjet ab Linz ergänzen mit Eurocity und Intercity den Zwei-Stunden-Takt auf der Tauernbahn          |
| EuroCity                                       | Dortmund / Frankfurt(Main) / Münster - (…) - München Hbf. - München Ost - Rosenheim - Prien am Chiemsee - Traunstein - Freilassing - Salzburg Hbf. - Golling-Abtenau - Bischofshofen - St.Johann im Pongau - Schwarzach-St.Veit - Dorfgastein - Bad Hofgastein - Bad Gastein - Mallnitz-Obervellach - Spittal-Millstätter See - Villach Hbf. - Velden/Wörthersee - Pörtschach - Krumpendorf - Klagenfurt Hbf. | drei Zugpaare täglich | Eurocity-Züge bilden gemeinsam mit Railjets und Intercity einen Zwei-Stunden-Takt auf der Tauernbahn                                |
| EuroCity InterCity                             | (Saarbrücken / Erfurt - (…) - München - Rosenheim - Prien am Chiemsee - Traunstein - Freilassing -) Salzburg Hbf. - Salzburg Süd - Hallein - Golling-Abtenau - Werfen - Bischofshofen - Radstadt - Schladming - Stainach-Irdning - Liezen - Selzthal - Stadt Rottenmann - St.Michael in Oberstmk. - Leoben Hbf. - Graz Hbf. | '120                  | täglich zwei Eurocity-Züge nach Deutschland                                                                                         |
| InterCity EuroCity Transalpin                  | Graz Hbf. - Leoben Hbf. - St.Michael in Oberstmk. - Selzthal - Liezen - Stainach-Irdning - Schladming - Radstadt - Bischofshofen - St.Johann im Pongau - Schwarzach-St.Veit - Zell am See - Saalfelden - St.Johann in Tirol - Kitzbühel - Kirchberg in Tirol - Wörgl Hbf. - Jenbach - Innsbruck Hbf. (- Ötztal - Landeck-Zams - St.Anton am Arlberg - Bludenz - Feldkirch - Buchs SG - Sargans - Zürich HB) | zwei Zugpaare täglich | ein Intercity nach Innsbruck, ein Eurocity Transaplin nach Zürich                                                                   |
| Railjet/REX                                    | Saalfelden - Zell am See - Bruck-Fusch - Taxenbach-Rauris - Lend/Salzach - Schwarzach-St.Veit - St.Johann im Pongau - Bischofshofen - Werfen - Golling-Abtenau - Kuchl - Hallein - Salzburg Süd - Salzburg Hbf. - Neumarkt-Köstendorf - Vöcklabruck - Attnang-Puchheim - Wels Hbf. - Linz Hbf. - St.Valentin - Amstetten - St.Pölten Hbf. - Tullnerfeld - Wien Meidling - Wien Hbf. - Flughafen Wien | ein Zugpaar täglich   | bis Salzburg als REX, ab Salzburg als Railjet nach Wien                                                                             |
| NightJet                                       | Zürich HB - Sargans - Buchs SG - Feldkirch - Bludenz - Langen am Arlberg - St.Anton am Arlberg - Landeck-Zams - Innsbruck Hbf. - Schwarzach-St.Veit - Bischofshofen - Schladming - Stainach-Irdning - Liezen - Selzthal - St.Michael in Oberstmk. - Leoben Hbf. - Bruck/Mur - Graz Hbf. | ein Zugpaar pro Nacht | |
| REX                                            | Bad Gastein - Bad Hofgastein - Dorfgastein - Schwarzach-St.Veit - St.Johann im Pongau - Bischofshofen - Salzburg Süd - Salzburg Hbf. (- Salzburg Mülln-Altstadt - Salzburg Taxham Europark - Freilassing - Freilassing-Hofham - Ainring - Hammerau - Piding - Bad Reichenhall) | ein Zugpaar täglich   | verkehr zu den Tagesrandzeiten; der Frühzug wird verlängert bis Bad Reichenhall                                                     |
| REX                                            | Salzburg Hbf. - Salzburg Süd - Hallein - Kuchl - Golling-Abtenau - Tenneck - Werfen - Pfarrwerfen - Bischofshofen - Mitterberghütten - St.Johann im Pongau - Schwarzach-St.Veit - Lend/Salzach - Eschenau - Taxenbach-Rauris - Gries im Pinzgau - Bruck-Fusch - Zell am See - Maishofen-Saalbach - Gerling - Saalfelden - Leogang-Steinberge - Leogang - Hochfilzen - Pfaffenschwendt - Fieberbrunn - St.Johann in Tirol - Kitzbühel - Kitzbühel Hahnenkamm - Kirchberg in Tirol - Brixen im Thale - Westendorf - Hopfgarten Berglift - Hopfgarten im Brixental - Wörgl Hbf. (- Kundl - Brixlegg - Jenbach - Schwaz - Hall in Tirol - Innsbruck Hbf.) | '120                  | morgens ein REX verlängert bis Innsbruck                                                                                            |
| R                                              | (Schwarzach-St.Veit - St.Johann im Pongau - Mitterberghütten -) Bischofshofen - Pöham - Hüttau - Niederfritz-St.Martin - Eben im Pongau - Altenmarkt im Pongau - Radstadt (- Mandling/Enns - Pichl - Schladming - Haus im Ennstal - Aich-Assach - Pruggern - Gröbming - Stein/Enns - Öblarn - Niederöblarn - Stainach-Irdning - Wörschach Schwefelbad - Liezen - Selzthal - Stadt Rottenmann - Trieben - Gaishorn am See - Wald am Schoberpaß - Kalwang - Mautern in Stmk. - Kammern - St.Michael in Oberstmk.) | drei Zugpaare         | je ein Zug bis Radstadt, Schladming und St.Michael; Verkehr nur morgens, nachmittags und abends                                     |
| Österreichische Bundesbahnen · S-Bahn Salzburg | (Saalfelden - (…) - Lend/Salzach -) Schwarzach-St.Veit - St.Johann im Pongau - Mitterberghütten - Bischofshofen - Pfarrwerfen - Werfen - Tenneck - Golling-Abtenau - Kuchl - Kuchl Garnei - Bad Vigaun - Hallein Burgfried - Hallein - Oberalm - Puch b. Hallein - Puch Urstein - Elsbethen - Salzburg Süd - Salzburg Aigen - Salzburg Parsch - Salzburg Gnigl - Salzburg Sam - Salzburg Hbf. - Salzburg Mülln-Altstadt - Salzburg Aiglhof - Salzburg Taxham Europark - Salzburg Liefering - Freilassing (- Freilassing Hofham - Ainring - Hammerau - Piding - Bad Reichenhall)                                                                       | '60                   | morgens alle 30 Minuten; manche Züge verlängert nach Saalfelden bzw. Bad Reichenhall                                                |

### Haltepunkte
Busverkehr
Am Bahnhof Bischofshofen halten verschiedene Buslinien.

## Sonstiges

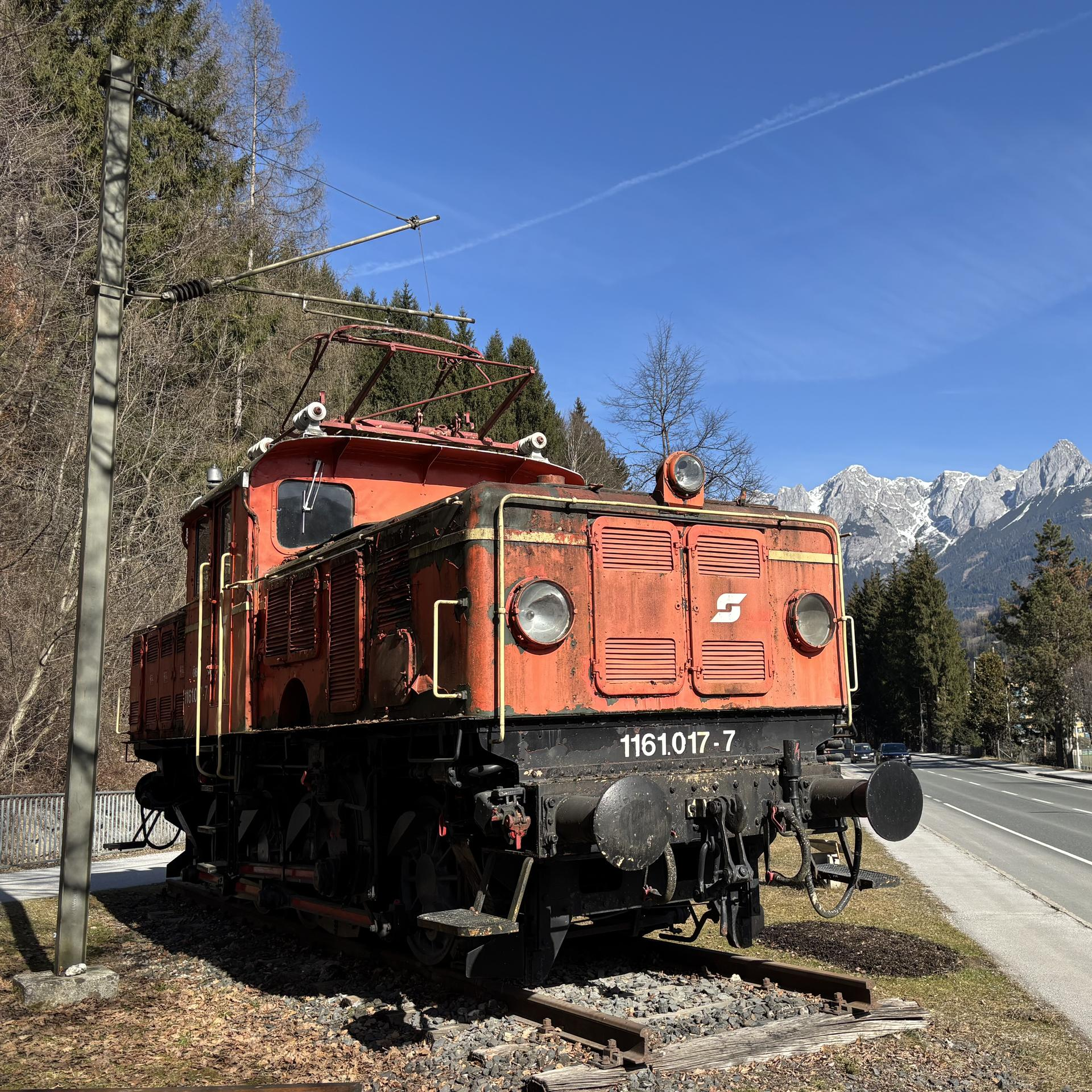
ÖBB 1161 017 als Denkmal in Bischofshofen

In der Stadt Bischofshofen steht die Lokomotive ÖBB 1161 017 als Denkmal an der Salzburger Straße.